# Рокфиш (Северна Каролина)
Рокфиш (енгл. Rockfish) насељено је место без административног статуса у америчкој савезној држави Северна Каролина.

## Демографија
По попису из 2010. године број становника је 3.298, што је 945 (40,2%) становника више него 2000. године.
| Група             | 2000.         | 2010.         |
| Белци             | 1.698 (72,2%) | 2.019 (61,2%) |
| Афроамериканци    | 337 (14,3%)   | 665 (20,2%)   |
| Азијати           | 26 (1,1%)     | 41 (1,2%)     |
| Хиспаноамериканци | 174 (7,4%)    | 383 (11,6%)   |
| Укупно            | 2.353         | 3.298         |